# Orosz hadihajó, húzz a faszba!

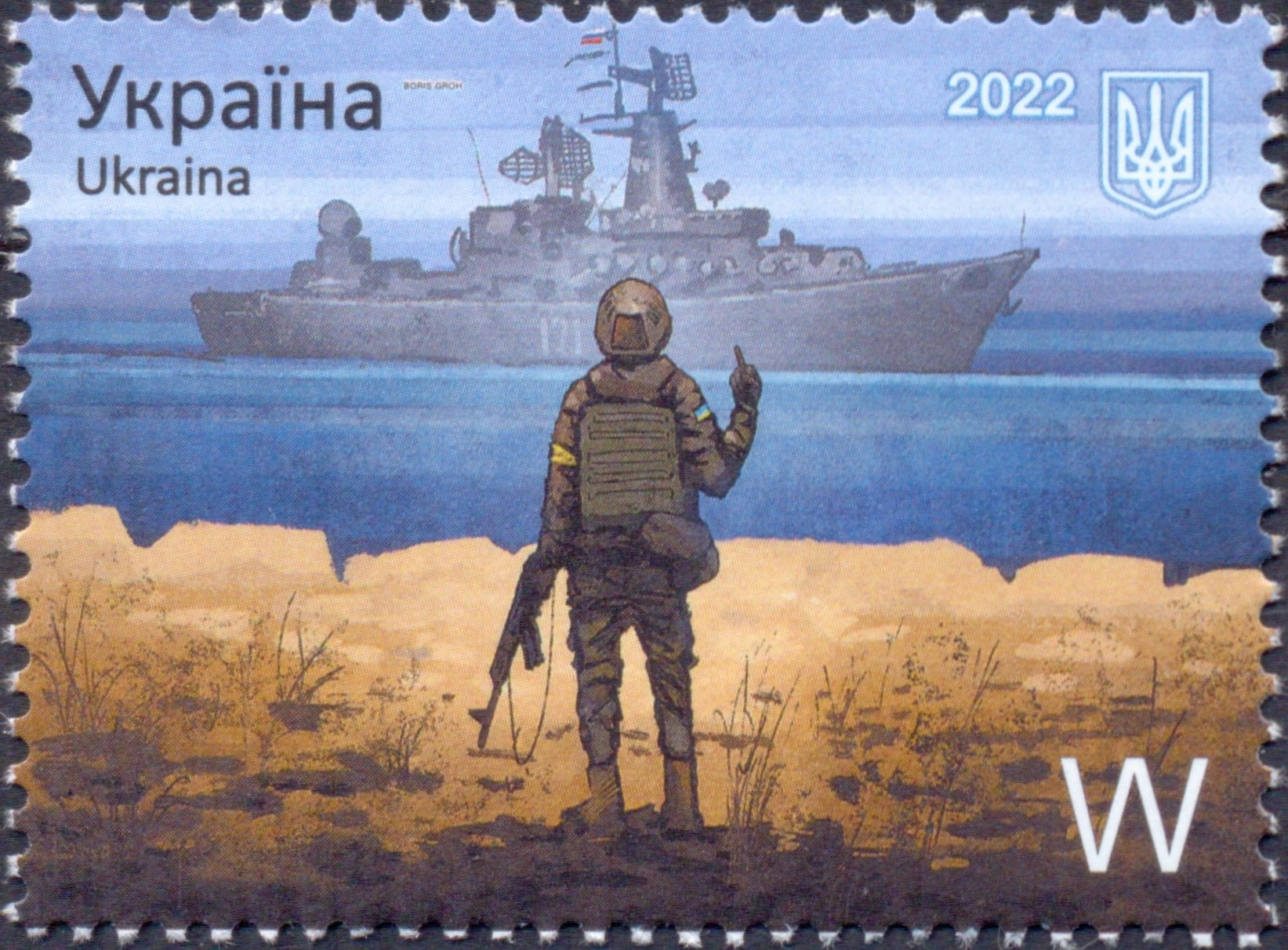
Ukrán postabélyeg, amely az ukrán határőrök helytállására emlékezik

„Orosz hadihajó, húzz a faszba!” (oroszul: Русский военный корабль, иди на хуй) volt a Kígyó-szigeten állomásozó ukrán határőrök válasza egy orosz hadihajó megadásra vonatkozó felhívására 2022. február 24-én. A mondat az Ukrajnát megszálló orosz erők elleni harc egyik szimbólumává vált, és futótűzként terjedt a különböző közösségi média felületeken.
A támadásban napokig elhunytnak gondolt 13 határőrt Ukrajna támogatói a közösségi médiában méltatták bátorságukért. Volodimir Zelenszkij ukrán elnök bejelentette, hogy „posztumusz” kitüntetésben részesíti őket a legmagasabb ukrán kitüntetéssel, Ukrajna Hősével.
2022. február 28-án az ukrán haditengerészet a Facebook-oldalán bejelentette, hogy a sziget összes határőre vélhetően életben van, de az orosz haditengerészet fogságába esett.
Március végén több fogvatartott is hazatérhetett egy fogolycsere lebonyolításával, akik a szigeten szolgáltak. Köztük Roman Hribov, az a katona is, aki „ékes szavakkal" válaszolt az orosz támadóknak; bátorságáért kitüntették.

## A hadihajó pusztulása

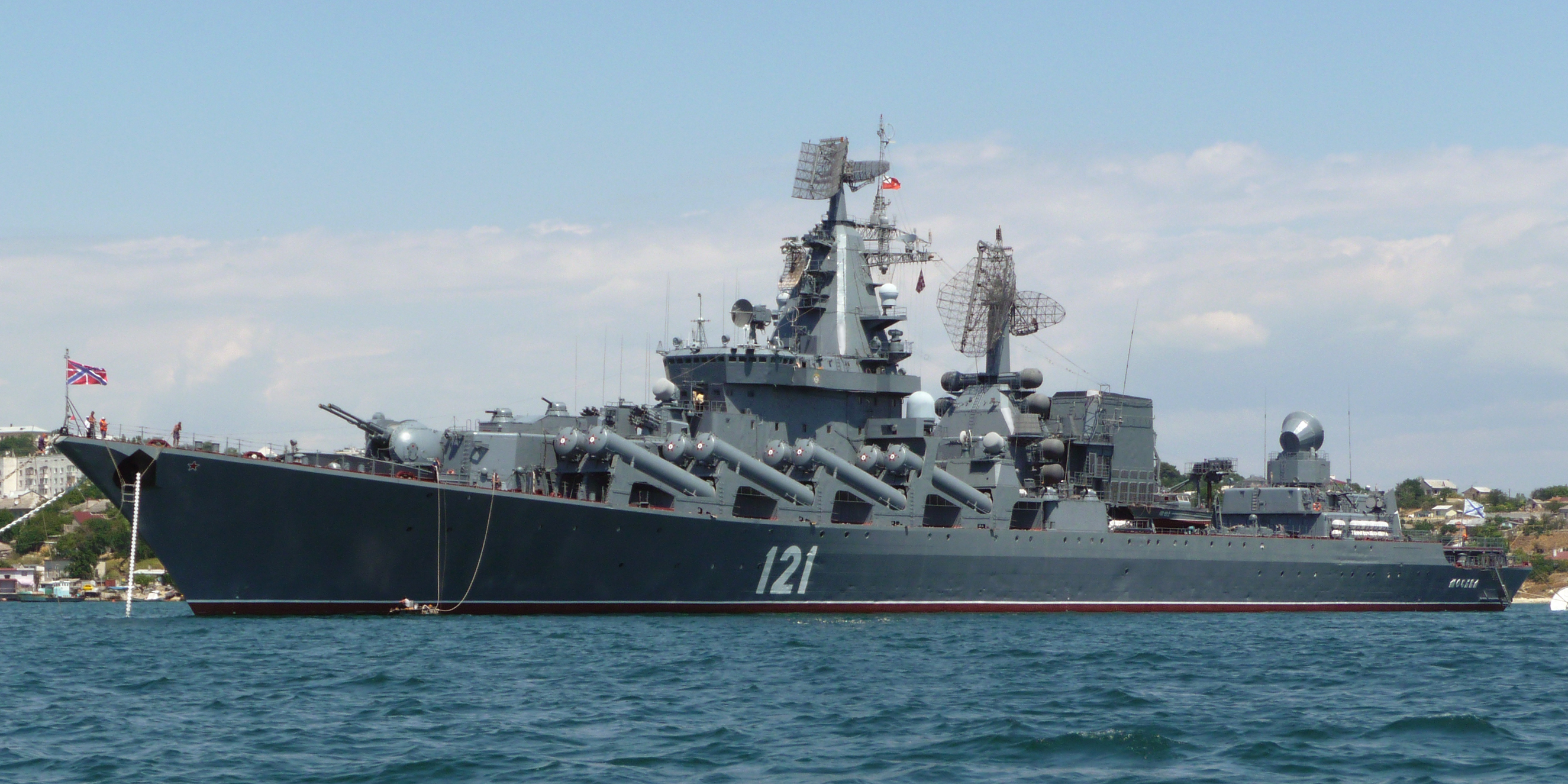
A csatában résztvevő Moszkva hadihajó (2009-ben)

2022. április 14-én szolgálatteljesítés közben az Ukrajna elleni háborúban egyes hírek szerint rakétatalálatot kapott, de az orosz flotta vezetése ezt tagadta. A hivatalos jelentés szerint a hajón tűz ütött ki, a legénységet török közreműködéssel kimenekítették. Az első jelentések arról szóltak, hogy a súlyosan megrongálódott hajót egy kikötőbe vontatják. Az orosz védelmi minisztérium későbbi tájékoztatója szerint azonban a hajó a vontatás során a viharos tengeren elsüllyedt.